# 布鲁塞尔准地铁
布鲁塞尔准地铁（法語：Prémétro de Bruxelles）是布鲁塞尔有轨电车在地下运行的路段，日后可升级为地铁。布鲁塞尔地铁当前所有的线路均是由准地铁升级而成。
当前有两条布鲁塞尔准地铁隧道：南北线和大环线（法語：Grande ceinture）。

## 南北线
有6条有轨电车路线在南北线隧道通行：3、4、25、51、55、81。
当前南北线的车站如下：
- 北站
- 罗日耶
- 德·布鲁凯尔
- 证券交易所-大广场（法语：Bourse - Grand-Place (prémétro de Bruxelles)）
- 安内森斯-丰泰纳（法语：Anneessens-Fontainas (prémétro de Bruxelles)）
- 勒莫尼耶（法语：Lemonnier (prémétro de Bruxelles)）
- 南站
- 哈勒门
- 圣希利斯广场（法语：Parvis de Saint-Gilles (prémétro de Bruxelles)）
- 奥塔（法语：Horta (prémétro de Bruxelles)）
- 阿尔贝（法语：Albert (prémétro de Bruxelles)）

未来通往斯哈尔贝克和埃弗勒的延长线上将会修建的车站如下：
- 图茨·蒂勒曼斯（法语：Toots Thielemans (métro de Bruxelles)）（2024年）
- 利茨（荷兰语：Liedts）（2030年）
- 科利尼翁（荷兰语：Colignon）（2030年）
- 费布克霍芬（荷兰语：Verboekhoven (metrostation)）（2030年）
- 里加（荷兰语：Riga (metrostation)）（2030年）
- 椴树（荷兰语：Linde (metrostation)）（2030年）
- 和平（荷兰语：Vrede (metrostation)）（2030年）
- 博尔代（荷兰语：Station Bordet）（2030年）

## 大环线
有2条有轨电车路线在大环线隧道通行：7、25。
当前大环线的车站如下：
- 钻石
- 乔治·亨利（法语：Georges Henri (prémétro de Bruxelles)）
- 蒙哥马利
- 布瓦洛（法语：Boileau (prémétro de Bruxelles)）

## 轶事
醉酒或分心的驾驶员驾车驶入准地铁隧道的事件时有发生，导致布鲁塞尔有轨电车交通陷入瘫痪。

## 外部連結
- 布鲁塞尔市际交通公司 （页面存档备份，存于）